# Markthalle Antonsplatz

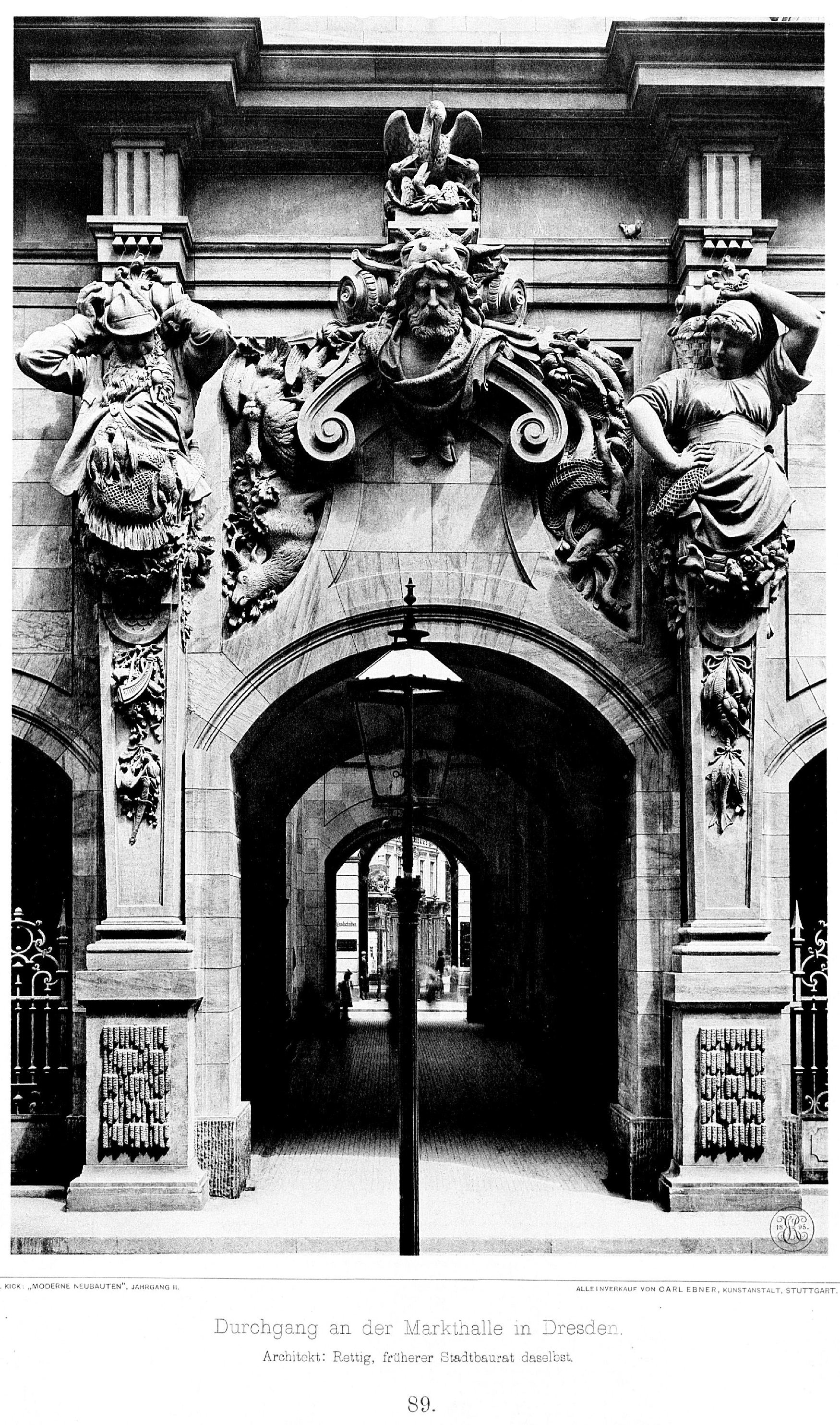
Durchgang zur Markthalle

Die Markthalle Antonsplatz, auch bekannt als Antons Markthalle  war die erste städtische Markthalle in Dresden. Sie wurde nach Entwürfen von Wilhelm Rettig und Theodor Friedrich von 1891 bis 1893 mitten auf dem Antonsplatz erbaut. Das Gebäude wurde 1945 beschädigt, die Ruine 1951 gesprengt.

## Beschreibung
Das Gebäude war eine gestreckte Halle mit zweigeschossiger Fassade. Hinter der hohen Attika verbarg sich ein flaches Satteldach. Die Fassade war mit Sandstein ausgeführt worden. Schlichte Lisenen und kartuschenähnliche Spiegelfelder schmückten die Fassade, die durch bildhauerischen Schmuck und Kinderdarstellungen bereichert wurde. Das Hauptportal befand sich an der Schmalseite des Gebäudes, die in sieben Achsen unterteilt war. Das rundbogige Portal war von Halbsäulen flankiert. Die Brüder Anton und Adolf Schwarz führten die Steinbildhauerarbeiten an den Portalen aus, welche u. a. von Oskar Rassau modelliert wurden.

## Kunstgeschichtliche Bedeutung
Nach Volker Helas zeigte Rettigs Entwurf schlichte neubarocke Formen. Rettigs Entwurf war Gegenstand von Diskussionen; so hatte man für den Rettigschen Entwurf den Namen Hungerstil erfunden. Fritz Löffler bezeichnet Rettigs Stil ebenso als Hungerstil: So „fand [er] als erster wieder den Mut zu einer größeren Sachlichkeit, indem er sich den Formen des Dresdner bürgerlichen Barock der Spätzeit dem Hungerstil näherte“.
Friedrich Kummer schreibt dem Gebäude zu, dass es „eins der ersten Bauwerke der Stadt [sei], bei dessen Planung man wieder an die Schönheiten des alten Dresdner Barockstils anknüpfte“.
Die Markthalle sollte als repräsentativer Bau entstehen, so hat bei der Konzeption „die Überzeugung eine Rolle gespielt, dass ein Bau dieser Bestimmung und Bedeutung (…) in angemessenen Grenzen als Monumentalbau behandelt werden müsse“. Eine Markthalle als Monumentalbau schien zudem gerechtfertigt, weil sie zu denjenigen Bauwerken gehörte, in denen sich das Kulturleben der Zeit vorzugsweise spiegelt. Matthias Lerm bezeichnet den Bau als „eine Dresdner Spielart der großbürgerlich-wilhelminischen Repräsentationsarchitektur“.

## Rezeption
Das Gebäude wurde nicht nur wegen seines Hungerstils kritisiert, sondern auch wegen seiner städtebaulichen Lage – „Die Halle nahm nur einen falschen Platz zwischen Post und Technischer Bildungsanstalt ein und zerstörte so den eben gewonnenen klassizistisch-biedermeierlichen Antonsplatz.“ So war nach dem Abbruch der Festungswerke der Antonsplatz mit den Kaufhallen (von Anton Ludwig Blaßmann) entstanden, ergänzt durch das Postgebäude (von Albert Geutebrück und Joseph Thürmer) und die Technische Bildungsanstalt (von Gustav Heine) – „Trefflichste Lösung des Biedermeier im Sinne der Dresdner Tradition“. Es war die einzige umfangreichere städtebauliche Anlage des frühen Dresdner Biedermeier in der Altstadt, die als Ensemble nur bis 1891 erhalten blieb. So wurde 1891 Antons Markthalle gebaut, die einen ganz anderen architektonischen Stil als die übrigen, bereits bestehenden Bauten am Antonsplatz hatte.

## Zerstörung
Im Zweiten Weltkrieg wurde die Markthalle beschädigt. Gut erhalten war die Nordfassade zwischen Wall- und Marienstraße. Die Denkmalpflege unterstützte jedoch die Forderung, einen breiten Grüngürtel um die Dresdner Altstadt zu legen, was den Abbruch der Ruine voraussetzte. Als im Mai 1951 über das Schicksal des Bauwerks entschieden wurde, setzte sich deshalb Hans Nadler nicht für den Erhalt des neobarocken Gebäudes ein. Nadler wünschte lediglich einen Schlussstein und zwei Figuren zu erhalten. Hans Bronder wies jedoch auf die Bergungskosten von 1500 Mark hin und hielt die Figuren für künstlerisch wertlos. Daraufhin wurden die Figuren der Markthalle nicht gerettet. Das Gebäude wurde gesprengt, es entstand eine freie Fläche, die zuerst als Markt-, danach als Parkplatz genutzt wurde.